# Ясени (Чернівецький район)
Ясени́ — село в Україні, у Сторожинецькій міській громаді Чернівецькому районі Чернівецької області.

## Історія
З листа до свого сина Юрія Алїєча в Бостон, Macс. Лист писаний дня 25 жовтня 1915 p. в Костинцях, пов. Вашківцї (Буковина): 
| «Богу дякувати, коло нас було тихо. В нашім селї Ϻоcкалїв не було. Як Ϻоcкалї ішли в Карпати "шляховою" дорогою, 5 миль від нас, то тодї було кілька Ϻоcкалїв на другім селі, в Кабинї [теп. Ясени]. To там Ϻоcкалї дуже великі збитки вироблювали, що аж страшно оповідати. Ϻоcкалї зловили cтapoгo җuда Абрaмкoвoгo Мoшкa і прибили в садї до яблінки. Його доньку зловили у пивницї і знacилyвaли і то кілька разів. Вона дуже була тодї ослаблена і просила ся, аби її пустили. Ϻоcкалї однак її не пустили, але взяли і закопали в землю по гpyди і цuцькu їй відpyбалu. Зі cклепу то всьо Ϻоcкалї зрабували. На селї нїчого не забирали, бо не мали часу. Бyли всього три днї. Люди з нашого села нїкуди не втїкали і лихо нас якось щасливо минуло. … Три-чотири роки тому назад, то люди, бувало, між собою нераз говорили, що прийдуть Ϻоcкалї і виберуть кукіль з пшеницї, то значить висводять наших людий від Җuдἰв. Тимчасом, як прийшли Ϻоcкалї і стали вибирати кукіль, то пшеницї більше витолочили нїж кукілю назбирали.»[2] |
З 24 серпня 1991 року село входить до складу незалежної України.
27 січня 2019 року громада УПЦ МП храму Покрови Пресвятої Богородиці села Ясени проголосувала за перехід до Православної Церкви України.
17 липня 2020 року, в результаті адміністративно-територіальної реформи та ліквідації Сторожинецького району, село увійшло до складу Чернівецького району.

## Населення

### Мова
Розподіл населення за рідною мовою за даними перепису 2001 року:
| Мова       | Кількість | Відсоток |
| ---------- | --------- | -------- |
| українська | 589       | 99.33%   |
| російська  | 3         | 0.50%    |
| румунська  | 1         | 0.17%    |
| Усього     | 593       | 100%     |

## Відомі люди
- Коцик Андрій Михайлович (1987-2023) — молодший сержант Збройних сил України, відзначився у ході російського вторгнення в Україну, учасник російсько-української війни, Герой України з удостоєнням ордена «Золота Зірка» (посмертно).
- Савка Омелян Мафтейович. — (31.07.1920 — 08.04.2005, м. Чернівці) — український актор. Заслужений артист УРСР(1980).